# Derris
Derris är ett släkte av ärtväxter. Derris ingår i familjen ärtväxter.

## Bildgalleri

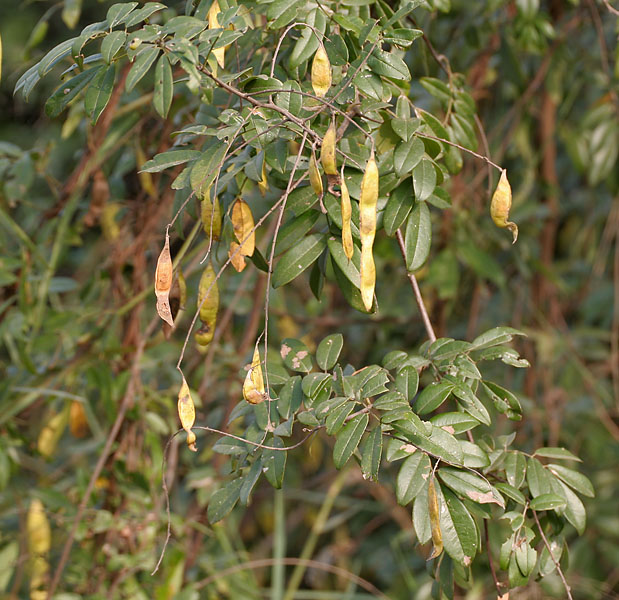
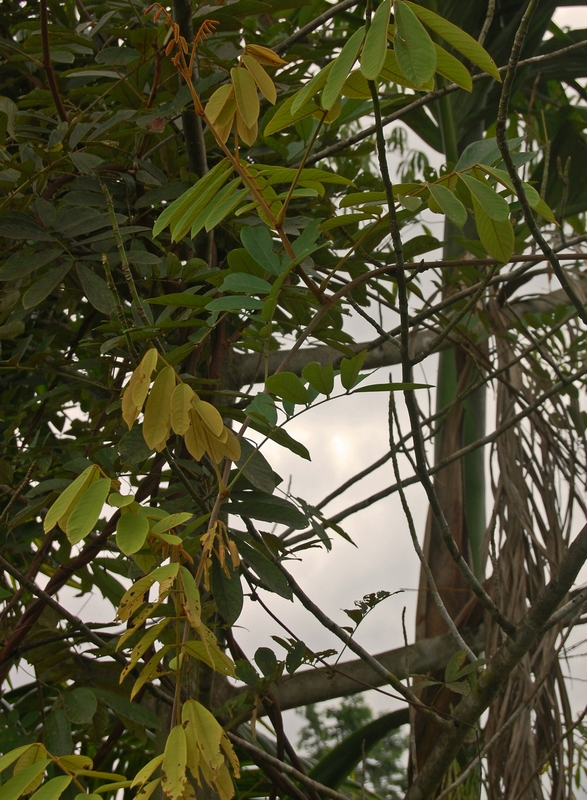
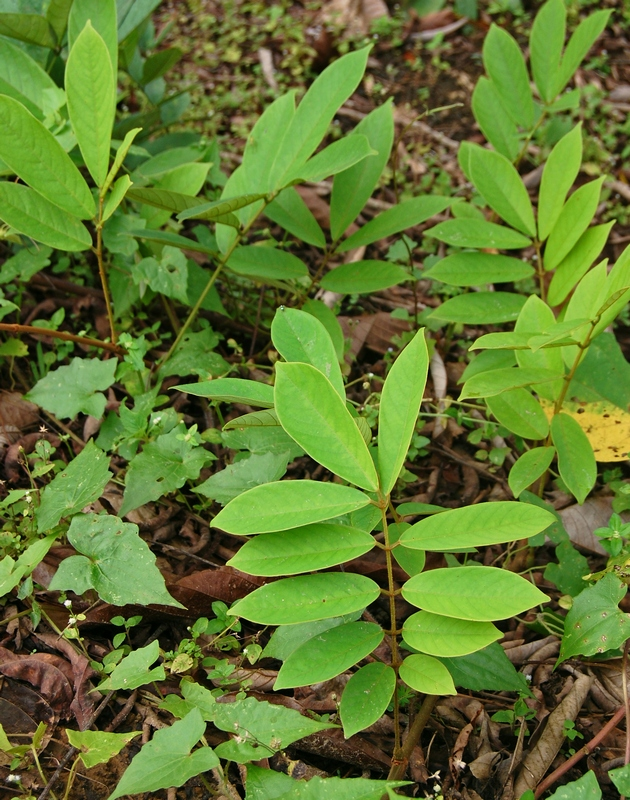
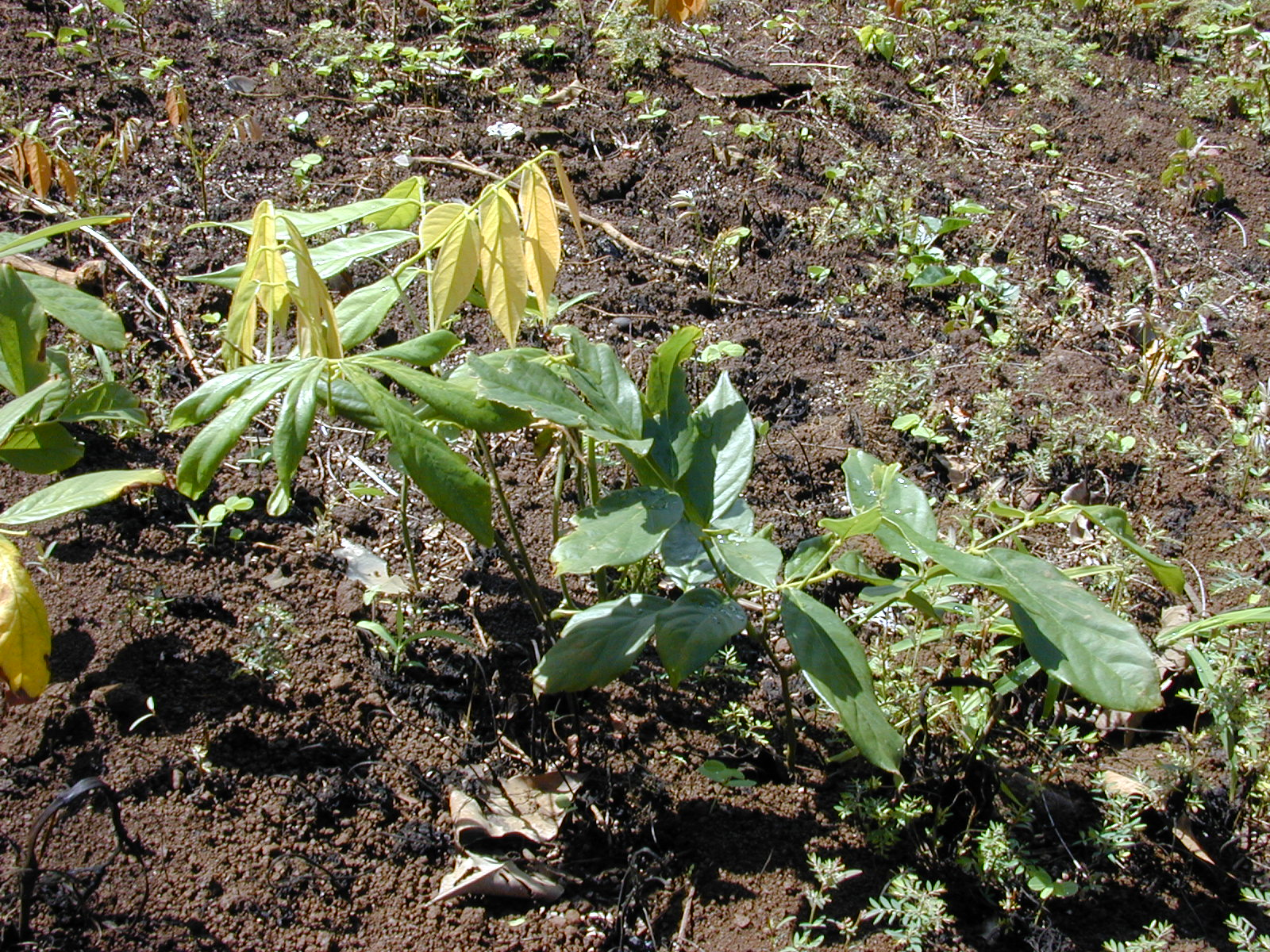
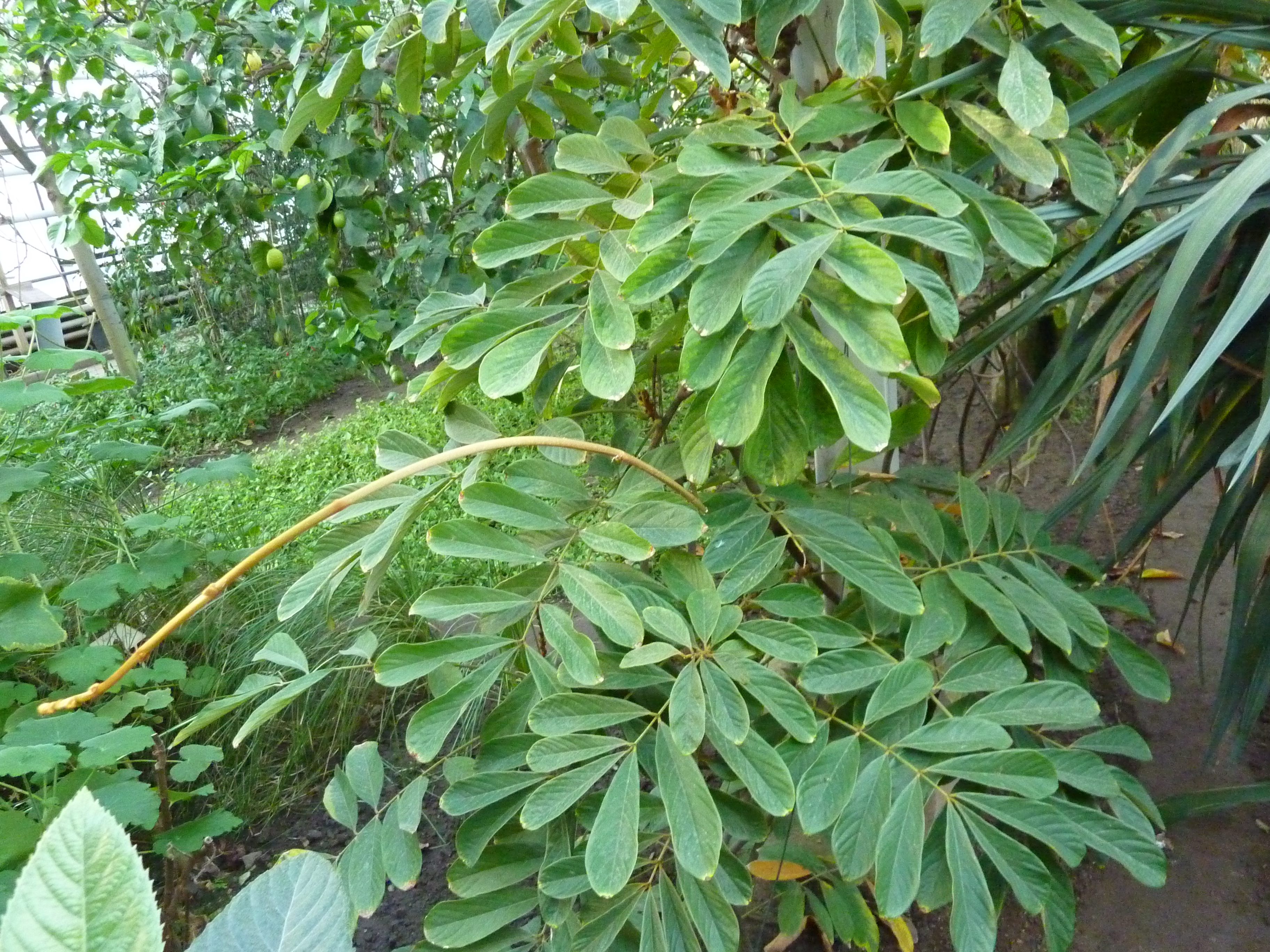

## Dottertaxa tillDerris, i alfabetisk ordning[1]
- Derris acuminata
- Derris alborubra
- Derris albo-rubra
- Derris amoena
- Derris andamanica
- Derris angulata
- Derris balansae
- Derris benthamii
- Derris brevipes
- Derris breviramosa
- Derris canarensis
- Derris caudata
- Derris caudatilimba
- Derris cavaleriei
- Derris cebuensis
- Derris confertiflora
- Derris cuneifolia
- Derris danauensis
- Derris denudata
- Derris elegans
- Derris elliptica
- Derris eriocarpa
- Derris ferruginea
- Derris fordii
- Derris glauca
- Derris hainanesis
- Derris hainesiana
- Derris hancei
- Derris harrowiana
- Derris hedyosma
- Derris henryi
- Derris heyneana
- Derris hylobia
- Derris involuta
- Derris kanjilalii
- Derris kingdonwardii
- Derris koolgibberah
- Derris laotica
- Derris latifolia
- Derris laxiflora
- Derris lianoides
- Derris lushaiensis
- Derris macrocarpa
- Derris maingayana
- Derris malaccensis
- Derris marginata
- Derris mariannensis
- Derris microphylla
- Derris microptera
- Derris mindorensis
- Derris montana
- Derris monticola
- Derris multiflora
- Derris oblonga
- Derris oblongifolia
- Derris oligosperma
- Derris ovalifolia
- Derris palmifolia
- Derris parviflora
- Derris philippinensis
- Derris polyantha
- Derris polyphylla
- Derris pseudorobusta
- Derris pubipetala
- Derris reticulata
- Derris robusta
- Derris rubrocalyx
- Derris rufescens
- Derris scabricaulis
- Derris scandens
- Derris secunda
- Derris seorsa
- Derris steinbachii
- Derris submontana
- Derris sylvestris
- Derris thorelii
- Derris thothathrii
- Derris tinghuensis
- Derris tonkinensis
- Derris trifoliata
- Derris truncata
- Derris utilis
- Derris yappii
- Derris yunnanensis
- Derris zambalensis